# Pro Volleyball Federation 2025
La Pro Volleyball Federation 2025, 2ª edizione della Pro Volleyball Federation, si è svolta dal 9 gennaio all'11 maggio 2025: al torneo hanno partecipato 8 franchigie statunitensi e la vittoria finale è andata per la prima volta alle Orlando Valkyries.

## Regolamento
Le squadre hanno disputato un girone all'italiana, sfidando ogni avversaria quattro volte, per un totale di 28 incontri; al termine della regular season:
- Le prime quattro classificate hanno avuto accesso alla Final 4, disputando semifinali e finale in gara unica, con incroci basati sul piazzamento in stagione regolare col metodo della serpentina.

### Criteri di classifica
L'ordine del posizionamento in classifica è stato definito in base a:
- Ratio delle partite vinte/perse;
- Ratio dei set vinti/persi;
- Ratio dei punti realizzati/subiti.

## Squadre partecipanti
La campionato di Pro Volleyball Federation 2025 partecipano 8 franchigie. Tra le formazioni aventi diritti di formazione:
- Le Indy Ignite sono una nuova franchigia di espansione.

| Club              | Stagione | Città        | Impianto                 | Stagione precedente                                           |
| ----------------- | -------- | ------------ | ------------------------ | ------------------------------------------------------------- |
| Atlanta Vibe      | dettagli | Atlanta      | Gas South Arena          | 1ª in Pro Volleyball Federation; semifinali play-off scudetto |
| Columbus Fury     | dettagli | Columbus     | Nationwide Arena         | 5ª in Pro Volleyball Federation                               |
| Grand Rapids Rise | dettagli | Grand Rapids | Van Andel Arena          | 4ª in Pro Volleyball Federation; finale play-off scudetto     |
| Indy Ignite       | dettagli | Indianapolis | Fishers Event Center     | -                                                             |
| Omaha Supernovas  | dettagli | Omaha        | CHI Health Center Omaha  | 2ª in Pro Volleyball Federation; campionesse della PVF        |
| Orlando Valkyries | dettagli | Orlando      | Addition Financial Arena | 6ª in Pro Volleyball Federation                               |
| San Diego Mojo    | dettagli | San Diego    | Viejas Arena             | 3ª in Pro Volleyball Federation; semifinali play-off scudetto |
| Vegas Thrill      | dettagli | Las Vegas    | Dollar Loan Center       | 7ª in Pro Volleyball Federation                               |

## Torneo

### Regular season

#### Risultati
| Risultati Regular season |                                       |     |                                   |
|                          |                                       |     |                                   |
| 09-01                    | Orlando Valkyries - San Diego Mojo    | 3-0 | 25-18, 25-18, 25-22               |
| 10-01                    | Omaha Supernovas - Atlanta Vibe       | 3-2 | 22-25, 25-19, 22-25, 25-22, 15-13 |
| 10-01                    | Vegas Thrill - Grand Rapids Rise      | 3-2 | 20-25, 20-25, 25-22, 25-21, 16-14 |
| 11-01                    | Indy Ignite - Orlando Valkyries       | 3-1 | 13-25, 25-19, 25-17, 25-21        |
| 11-01                    | Columbus Fury - San Diego Mojo        | 1-3 | 18-25, 25-21, 19-25, 22-25        |
| 12-01                    | Grand Rapids Rise - Omaha Supernovas  | 0-3 | 21-25, 23-25, 22-25               |
| 12-01                    | Vegas Thrill - Atlanta Vibe           | 0-3 | 13-25, 22-25, 20-25               |
| 16-01                    | Atlanta Vibe - Columbus Fury          | 3-2 | 25-23, 19-25, 25-18, 22-25, 16-14 |
| 16-01                    | Indy Ignite - Grand Rapids Rise       | 3-0 | 25-18, 28-26, 25-16               |
| 16-01                    | San Diego Mojo - Orlando Valkyries    | 1-3 | 23-25, 25-20, 17-25, 15-25        |
| 17-01                    | Vegas Thrill - Omaha Supernovas       | 3-2 | 23-25, 17-25, 26-24, 25-17, 15-11 |
| 18-01                    | Columbus Fury - Indy Ignite           | 2-3 | 18-25, 30-32, 25-19, 25-22, 11-15 |
| 19-01                    | Omaha Supernovas - San Diego Mojo     | 1-3 | 25-20, 19-25, 22-25, 22-25        |
| 19-01                    | Atlanta Vibe - Grand Rapids Rise      | 0-3 | 23-25, 23-25, 21-25               |
| 19-01                    | Vegas Thrill - Orlando Valkyries      | 3-2 | 22-25, 25-23, 14-25, 25-21, 15-12 |
| 23-01                    | Atlanta Vibe - Vegas Thrill           | 3-1 | 25-23, 16-25, 25-20, 25-19        |
| 24-01                    | Columbus Fury - Omaha Supernovas      | 0-3 | 17-25, 15-25, 19-25               |
| 24-01                    | San Diego Mojo - Indy Ignite          | 3-1 | 18-25, 25-17, 30-28, 25-19        |
| 26-01                    | Columbus Fury - Grand Rapids Rise     | 2-3 | 25-19, 25-18, 19-25, 14-25        |
| 26-01                    | Orlando Valkyries - Vegas Thrill      | 1-3 | 25-15, 23-25, 17-25, 22-25        |
| 30-01                    | Grand Rapids Rise - Orlando Valkyries | 3-2 | 24-26, 25-15, 17-25, 25-18        |
| 30-01                    | San Diego Mojo - Atlanta Vibe         | 1-3 | 15-25, 26-24, 17-25, 20-25        |
| 31-01                    | Omaha Supernovas - Columbus Fury      | 3-0 | 25-21, 25-18, 25-17               |
| 31-01                    | Vegas Thrill - Indy Ignite            | 3-2 | 18-25, 21-25, 25-22, 25-12        |
| 02-02                    | Orlando Valkyries - Omaha Supernovas  | 3-0 | 25-22, 25-18, 25-20               |
| 02-02                    | Grand Rapids Rise - San Diego Mojo    | 3-0 | 25-19, 25-22, 25-22               |
| 02-02                    | Indy Ignite - Columbus Fury           | 3-0 | 25-20, 25-20, 25-17               |
| 02-02                    | Vegas Thrill - Atlanta Vibe           | 3-1 | 25-23, 25-23, 19-25, 25-19        |
| 06-02                    | Atlanta Vibe - Orlando Valkyries      | 0-3 | 14-25, 18-25, 23-25               |
| 06-02                    | Indy Ignite - Omaha Supernovas        | 0-3 | 23-25, 23-25, 22-25               |
| 07-02                    | Columbus Fury - Grand Rapids Rise     | 3-2 | 21-25, 25-21, 26-24, 22-25, 15-8  |
| 07-02                    | San Diego Mojo - Vegas Thrill         | 0-3 | 22-25, 19-25, 20-25               |
| 08-02                    | Atlanta Vibe - Omaha Supernovas       | 1-3 | 23-25, 10-25, 25-19, 22-25        |
| 08-02                    | Orlando Valkyries - Indy Ignite       | 1-3 | 26-28, 25-19, 25-21, 25-20        |
| 12-02                    | Columbus Fury - Orlando Valkyries     | 1-3 | 25-15, 24-26, 18-25, 20-25        |
| 13-02                    | Grand Rapids Rise - Atlanta Vibe      | 1-3 | 25-21, 18-25, 22-25, 19-25        |
| 13-02                    | Indy Ignite - San Diego Mojo          | 3-1 | 25-21, 25-14, 18-25, 25-15        |
| 15-02                    | Orlando Valkyries - Grand Rapids Rise | 3-0 | 25-18, 25-23, 26-24               |
| 16-02                    | Omaha Supernovas - San Diego Mojo     | 3-0 | 25-21, 25-19, 25-18               |
| 16-02                    | Atlanta Vibe - Indy Ignite            | 3-2 | 28-30, 25-19, 25-18, 22-25, 15-13 |
| 17-02                    | Columbus Fury - Vegas Thrill          | 3-1 | 25-20, 25-20, 22-25, 25-21        |
| 20-02                    | Indy Ignite - Atlanta Vibe            | 3-1 | 16-25, 25-20, 25-11, 25-20        |
| 20-02                    | Orlando Valkyries - Vegas Thrill      | 3-0 | 25-15, 25-21, 25-17               |
| 20-02                    | Grand Rapids Rise - Columbus Fury     | 2-3 | 25-16, 25-27, 25-22, 22-25, 13-15 |
| 20-02                    | San Diego Mojo - Omaha Supernovas     | 1-3 | 25-22, 20-25, 16-25, 27-29        |
| 23-02                    | Columbus Fury - Atlanta Vibe          | 3-0 | 25-19, 25-20, 25-23               |
| 27-02                    | Vegas Thrill - Indy Ignite            | 1-3 | 23-25, 25-14, 18-25, 16-25        |
| 27-02                    | Omaha Supernovas - Orlando Valkyries  | 0-3 | 24-26, 18-25, 24-26               |
| 27-02                    | San Diego Mojo - Grand Rapids Rise    | 3-1 | 25-11, 18-25, 25-23, 25-21        |
| 01-03                    | Orlando Valkyries - Atlanta Vibe      | 3-2 | 25-17, 25-18, 15-25, 19-25, 15-13 |
| 01-03                    | San Diego Mojo - Columbus Fury        | 3-1 | 20-25, 25-16, 25-15, 25-22        |
| 02-03                    | Omaha Supernovas - Indy Ignite        | 3-0 | 25-19, 25-23, 27-25               |
| 02-03                    | Vegas Thrill - Grand Rapids Rise      | 0-3 | 18-25, 17-25, 23-25               |
| 05-03                    | Columbus Fury - Omaha Supernovas      | 0-3 | 17-25, 17-25, 23-25               |
| 05-03                    | Grand Rapids Rise - San Diego Mojo    | 3-0 | 25-20, 26-24, 25-20               |
| 05-03                    | Vegas Thrill - Indy Ignite            | 1-3 | 19-25, 25-19, 16-25, 19-25        |

| Risultati regular season |                                       |     |                                   |
|                          |                                       |     |                                   |
| 07-03                    | Atlanta Vibe - Vegas Thrill           | 3-2 | 25-18, 25-20, 25-27, 20-25, 15-13 |
| 09-03                    | Atlanta Vibe - Indy Ignite            | 3-1 | 25-23, 28-26, 22-25, 33-31        |
| 09-03                    | Orlando Valkyries - Columbus Fury     | 3-1 | 25-27, 25-21, 25-18, 25-21        |
| 09-03                    | San Diego Mojo - Grand Rapids Rise    | 1-3 | 17-25, 30-28, 15-25, 18-25        |
| 13-03                    | Orlando Valkyries - San Diego Mojo    | 2-3 | 25-17, 16-25, 15-25, 25-15, 15-17 |
| 13-03                    | Indy Ignite - Omaha Supernovas        | 2-3 | 25-21, 25-18, 20-25, 23-25, 13-15 |
| 13-03                    | Grand Rapids Rise - Atlanta Vibe      | 1-3 | 23-25, 27-25, 16-25, 22-25        |
| 14-03                    | Columbus Fury - Vegas Thrill          | 3-0 | 25-22, 25-21, 25-23               |
| 15-03                    | Grand Rapids Rise - Indy Ignite       | 1-3 | 25-22, 20-25, 19-25, 22-25        |
| 15-03                    | Orlando Valkyries - Omaha Supernovas  | 1-3 | 23-25, 25-18, 22-25, 24-26        |
| 15-03                    | Atlanta Vibe - San Diego Mojo         | 3-2 | 15-25, 23-25, 25-19, 25-23, 16-14 |
| 19-03                    | San Diego Mojo - Orlando Valkyries    | 1-3 | 23-25, 23-25, 25-23, 12-25        |
| 20-03                    | Grand Rapids Rise - Vegas Thrill      | 1-3 | 31-29, 25-27, 22-25, 25-27        |
| 20-03                    | Indy Ignite - Columbus Fury           | 3-2 | 25-21, 25-16, 26-28, 24-26, 15-13 |
| 21-03                    | Atlanta Vibe - Orlando Valkyries      | 3-1 | 21-25, 25-17, 25-23, 25-16        |
| 22-03                    | Omaha Supernovas - Indy Ignite        | 0-3 | 23-25, 23-25, 21-25               |
| 23-03                    | Columbus Fury - Atlanta Vibe          | 0-3 | 19-25, 15-25, 20-25               |
| 28-03                    | Grand Rapids Rise - Columbus Fury     | 3-2 | 22-25, 25-23, 25-22, 22-25, 15-13 |
| 28-03                    | Atlanta Vibe - San Diego Mojo         | 3-1 | 26-28, 25-20, 25-21, 26-24        |
| 28-03                    | Omaha Supernovas - Vegas Thrill       | 3-0 | 25-23, 25-14, 25-19               |
| 30-03                    | Orlando Valkyries - Indy Ignite       | 2-3 | 21-25, 25-20, 25-21, 15-25, 11-15 |
| 30-03                    | Atlanta Vibe - Columbus Fury          | 3-0 | 25-18, 25-17, 25-18               |
| 30-03                    | Omaha Supernovas - Grand Rapids Rise  | 3-1 | 25-20, 17-25, 25-19, 25-22        |
| 30-03                    | Vegas Thrill - San Diego Mojo         | 1-3 | 24-26, 26-24, 17-25, 17-25        |
| 05-04                    | Columbus Fury - Indy Ignite           | 3-1 | 25-21, 25-20, 21-25, 25-23        |
| 05-04                    | Omaha Supernovas - Orlando Valkyries  | 3-1 | 14-25, 25-17, 25-23, 25-15        |
| 05-04                    | Grand Rapids Rise - Vegas Thrill      | 3-0 | 25-17, 25-16, 25-17               |
| 08-04                    | San Diego Mojo - Atlanta Vibe         | 2-3 | 25-21, 17-25, 13-25, 25-15, 12-15 |
| 10-04                    | Orlando Valkyries - Grand Rapids Rise | 3-1 | 25-18, 18-25, 25-18, 25-15        |
| 10-04                    | Vegas Thrill - Omaha Supernovas       | 1-3 | 17-25, 20-25, 25-22, 24-26        |
| 12-04                    | Orlando Valkyries - Atlanta Vibe      | 0-3 | 25-27, 23-25, 14-25               |
| 12-04                    | Indy Ignite - Grand Rapids Rise       | 2-3 | 17-25, 25-22, 25-21, 18-25, 11-15 |
| 12-04                    | San Diego Mojo - Omaha Supernovas     | 3-1 | 25-19, 23-25, 27-25, 25-13        |
| 13-04                    | Vegas Thrill - Columbus Fury          | 0-3 | 20-25, 23-25, 21-25               |
| 16-04                    | Columbus Fury - San Diego Mojo        | 3-1 | 25-22, 25-20, 22-25, 25-19        |
| 17-04                    | Indy Ignite - Vegas Thrill            | 2-3 | 25-16, 25-27, 16-25, 31-29, 12-15 |
| 17-04                    | Omaha Supernovas - Grand Rapids Rise  | 3-0 | 25-16, 25-23, 26-24               |
| 18-04                    | Columbus Fury - Orlando Valkyries     | 0-3 | 17-25, 18-25, 17-25               |
| 19-04                    | Grand Rapids Rise - Indy Ignite       | 3-1 | 25-27, 25-21, 25-18, 25-22        |
| 19-04                    | Omaha Supernovas - Atlanta Vibe       | 0-3 | 25-27, 19-25, 18-25               |
| 19-04                    | San Diego Mojo - Vegas Thrill         | 3-2 | 25-23, 25-18, 21-25, 19-25, 15-10 |
| 25-04                    | Omaha Supernovas - Columbus Fury      | 3-2 | 21-25, 25-20, 26-24, 23-25, 15-9  |
| 25-04                    | Indy Ignite - Orlando Valkyries       | 1-3 | 25-22, 16-25, 24-26, 26-28        |
| 25-04                    | Vegas Thrill - San Diego Mojo         | 3-2 | 24-26, 23-25, 25-18, 25-19, 15-11 |
| 26-04                    | Atlanta Vibe - Grand Rapids Rise      | 3-2 | 25-23, 25-22, 21-25, 23-25, 15-13 |
| 27-04                    | Indy Ignite - San Diego Mojo          | 3-1 | 25-22, 25-19, 20-25, 25-23        |
| 27-04                    | Omaha Supernovas - Vegas Thrill       | 3-0 | 25-20, 25-16, 25-23               |
| 27-04                    | Orlando Valkyries - Columbus Fury     | 3-1 | 22-25, 29-27, 25-22, 25-18        |
| 30-04                    | Grand Rapids Rise - Orlando Valkyries | 2-3 | 25-19, 25-17, 23-25, 21-25, 14-16 |
| 01-05                    | Indy Ignite - Atlanta Vibe            | 2-3 | 28-26, 25-21, 21-25, 21-25, 10-15 |
| 01-05                    | San Diego Mojo - Columbus Fury        | 3-0 | 25-21, 25-21, 25-20               |
| 02-05                    | Grand Rapids Rise - Omaha Supernovas  | 1-3 | 25-19, 17-25, 20-25, 21-25        |
| 02-05                    | Vegas Thrill - Orlando Valkyries      | 1-3 | 22-25, 25-21, 19-25, 19-25        |
| 03-05                    | San Diego Mojo - Indy Ignite          | 3-1 | 22-25, 25-18, 25-19, 25-19        |
| 04-05                    | Atlanta Vibe - Omaha Supernovas       | 1-3 | 23-25, 22-25, 25-19, 23-25        |
| 04-05                    | Vegas Thrill - Columbus Fury          | 2-3 | 25-23, 22-25, 16-25, 25-18, 5-15  |

#### Classifica
| Pos. | Squadra           | Pt | G  | V  | P  | SV | SP | Ratio | PF    | PS    | Ratio |
| ---- | ----------------- | -- | -- | -- | -- | -- | -- | ----- | ----- | ----- | ----- |
| 1    | Omaha Supernovas  | 61 | 28 | 21 | 7  | 67 | 35 | 1,914 | 2 359 | 2 209 | 1,068 |
| 2    | Atlanta Vibe      | 52 | 28 | 19 | 9  | 65 | 48 | 1,354 | 2 554 | 2 430 | 1,051 |
| 3    | Orlando Valkyries | 56 | 28 | 18 | 10 | 67 | 43 | 1,558 | 2 492 | 2 330 | 1,070 |
| 4    | Indy Ignite       | 42 | 28 | 13 | 15 | 58 | 58 | 1,000 | 2 589 | 2 573 | 1,006 |
| 5    | Grand Rapids Rise | 34 | 28 | 11 | 17 | 51 | 61 | 0,836 | 2 480 | 2 474 | 1,002 |
| 6    | San Diego Mojo    | 34 | 28 | 11 | 17 | 48 | 63 | 0,762 | 2 406 | 2 501 | 0,962 |
| 7    | Vegas Thrill      | 27 | 28 | 10 | 18 | 43 | 69 | 0,623 | 2 351 | 2 543 | 0,924 |
| 8    | Columbus Fury     | 30 | 28 | 9  | 19 | 44 | 66 | 0,667 | 2 327 | 2 498 | 0,932 |

      Qualificata alle semifinali play-off scudetto.

### Play-off scudetto

#### Tabellone
|  | Semifinali | Semifinali        | Semifinali |                   |   | Finale      | Finale | Finale |  |
|  |            |                   |            |                   |   |             |        |        |  |
|  | 1          | Omaha Supernovas  | 2          |                   |   |             |        |        |  |
|  | 1          | Omaha Supernovas  | 2          |                   |   |             |        |        |  |
|  | 4          | Indy Ignite       | 3          |                   |   |             |        |        |  |
|  | 4          | Indy Ignite       | 3          |                   | 4 | Indy Ignite | 1      |        |  |
|  |            |                   |            |                   | 4 | Indy Ignite | 1      |        |  |
|  |            |                   | 3          | Orlando Valkyries | 3 |             |        |        |  |
|  | 2          | Atlanta Vibe      | 3          | Orlando Valkyries | 3 | 1           |        |        |  |
|  | 2          | Atlanta Vibe      |            |                   |   |             |        |        |  |
|  | 3          | Orlando Valkyries | 3          |                   |   |             |        |        |  |

#### Risultati

##### Semifinali
| \| Gara unica \| \| \| \| \| \| \| \| \| \| 09-05 \| Omaha Supernovas - Indy Ignite \| 2-3 \| 17-25, 25-23, 25-23, 20-25, 13-15 \| \| 09-05 \| Atlanta Vibe - Orlando Valkyries \| 1-3 \| 18-25, 23-25, 25-18, 16-25 \| |                                  |     |                                   |
| Gara unica |                                  |     |                                   |
| |                                  |     |                                   |
| 09-05 | Omaha Supernovas - Indy Ignite   | 2-3 | 17-25, 25-23, 25-23, 20-25, 13-15 |
| 09-05 | Atlanta Vibe - Orlando Valkyries | 1-3 | 18-25, 23-25, 25-18, 16-25        |

##### Finale
| \| Gara unica \| \| \| \| \| \| \| \| \| \| 11-05 \| Orlando Valkyries - Indy Ignite \| 3-1 \| 25-21, 25-19, 19-25, 25-15 \| |                                 |     |                            |
| Gara unica |                                 |     |                            |
| |                                 |     |                            |
| 11-05 | Orlando Valkyries - Indy Ignite | 3-1 | 25-21, 25-19, 19-25, 25-15 |

## Premi individuali
| Premio                   | Nome                 | Squadra           |
| ------------------------ | -------------------- | ----------------- |
| MVP                      | Brittany Abercrombie | Orlando Valkyries |
| MVP dei play-off         | Pornpun Guedpard     | Orlando Valkyries |
| Miglior palleggiatrice   | Sydney Hilley        | Indy Ignite       |
| Miglior opposto          | Brittany Abercrombie | Orlando Valkyries |
| Miglior schiacciatrice   | Brooke Nuneviller    | Omaha Supernovas  |
| Miglior centrale         | Alison Bastianelli   | Grand Rapids Rise |
| Miglior libero           | Morgan Hentz         | Atlanta Vibe      |
| Rising star              | Khori Louis          | Atlanta Vibe      |
| Giocatrice d'ispirazione | Shara Venegas        | San Diego Mojo    |
| Miglior allenatore       | Kayla Banwarth       | Atlanta Vibe      |
| All-PVF First Team       | Leah Edmond          | Atlanta Vibe      |
| All-PVF First Team       | Morgan Hentz         | Atlanta Vibe      |
| All-PVF First Team       | Sydney Hilley        | Indy Ignite       |
| All-PVF First Team       | Azhani Tealer        | Indy Ignite       |
| All-PVF First Team       | Brooke Nuneviller    | Omaha Supernovas  |
| All-PVF First Team       | Brittany Abercrombie | Orlando Valkyries |
| All-PVF First Team       | Pornpun Guedpard     | Orlando Valkyries |
| All-PVF Second Team      | Khori Louis          | Atlanta Vibe      |
| All-PVF Second Team      | Marlie Monserez      | Atlanta Vibe      |
| All-PVF Second Team      | Alison Bastianelli   | Grand Rapids Rise |
| All-PVF Second Team      | Carli Snyder         | Grand Rapids Rise |
| All-PVF Second Team      | Natalia Valentín     | Omaha Supernovas  |
| All-PVF Second Team      | Kazmiere Brown       | Orlando Valkyries |
| All-PVF Second Team      | Ronika Stone         | San Diego Mojo    |

## Statistiche
| Rendimento individuale | Rendimento individuale | Rendimento individuale | Rendimento individuale |
| Pos.                   | Nome                   | Punti                  | Squadra                |
| ---------------------- | ---------------------- | ---------------------- | ---------------------- |
| 1                      | Brittany Abercrombie   | 558                    | Orlando Valkyries      |
| 2                      | Leah Edmond            | 514                    | Atlanta Vibe           |
| 3                      | Azhani Tealer          | 492                    | Indy Ignite            |
| 4                      | Brooke Nuneviller      | 435                    | Omaha Supernovas       |
| 5                      | Hannah Maddux          | 419                    | Vegas Thrill           |
| 6                      | Carli Snyder           | 388                    | Grand Rapids Rise      |
| 7                      | Izabella Rapacz        | 370                    | Columbus Fury          |
| 8                      | Kazmiere Brown         | 353                    | Orlando Valkyries      |
| 9                      | Kendra Dahlke          | 317                    | San Diego Mojo         |
| 10                     | Reagan Cooper          | 309                    | Omaha Supernovas       |

| Attacchi vincenti | Attacchi vincenti    | Attacchi vincenti | Attacchi vincenti |
| Pos.              | Nome                 | Punti             | Squadra           |
| ----------------- | -------------------- | ----------------- | ----------------- |
| 1                 | Brittany Abercrombie | 511               | Orlando Valkyries |
| 2                 | Leah Edmond          | 425               | Atlanta Vibe      |
| 3                 | Azhani Tealer        | 411               | Indy Ignite       |
| 4                 | Brooke Nuneviller    | 402               | Omaha Supernovas  |
| 5                 | Hannah Maddux        | 360               | Vegas Thrill      |
| 6                 | Izabella Rapacz      | 331               | Columbus Fury     |
| 7                 | Carli Snyder         | 315               | Grand Rapids Rise |
| 8                 | Kendra Dahlke        | 289               | San Diego Mojo    |
| 9                 | Reagan Cooper        | 283               | Omaha Supernovas  |
| 10                | Kazmiere Brown       | 249               | Orlando Valkyries |

| Muri vincenti | Muri vincenti      | Muri vincenti | Muri vincenti     |
| Pos.          | Nome               | Punti         | Squadra           |
| ------------- | ------------------ | ------------- | ----------------- |
| 1             | Alison Bastianelli | 89            | Grand Rapids Rise |
| 2             | Kazmiere Brown     | 83            | Orlando Valkyries |
| 2             | Kaitlyn Hord       | 83            | Omaha Supernovas  |
| 4             | Ronika Stone       | 77            | San Diego Mojo    |
| 5             | Regan Pittman      | 71            | San Diego Mojo    |
| 6             | Natalie Foster     | 68            | Orlando Valkyries |
| 7             | Azhani Tealer      | 66            | Indy Ignite       |
| 8             | Alyssa Garvelink   | 64            | Grand Rapids Rise |
| 9             | Khori Louis        | 59            | Atlanta Vibe      |
| 10            | Caroline Crawford  | 57            | Indy Ignite       |

| Battute vincenti | Battute vincenti | Battute vincenti | Battute vincenti  |
| Pos.             | Nome             | Punti            | Squadra           |
| ---------------- | ---------------- | ---------------- | ----------------- |
| 1                | Natalie Foster   | 47               | Orlando Valkyries |
| 2                | Sydney Hilley    | 42               | Indy Ignite       |
| 3                | Leah Edmond      | 41               | Atlanta Vibe      |
| 4                | Carli Snyder     | 33               | Grand Rapids Rise |
| 5                | Pia Timmer       | 24               | Atlanta Vibe      |
| 6                | Kazmiere Brown   | 21               | Orlando Valkyries |
| 7                | Kayla Caffey     | 18               | Omaha Supernovas  |
| 7                | Hannah Maddux    | 18               | Vegas Thrill      |
| 9                | Wilmarie Rivera  | 17               | Columbus Fury     |
| 10               | Merritt Beason   | 16               | Atlanta Vibe      |